# Safra National Bank of New York
O Safra National Bank of New York é um banco privado americano sediado na cidade de Nova York, que oferece serviços de banco de investimento, private banking e gestão de ativos para indivíduos de alta renda, empresas, escritórios de família e investidores sofisticados nos Estados Unidos e internacionalmente.
O Safra National Bank of New York faz parte do Grupo J. Safra, que consiste em bancos de propriedade privada sob o nome Safra, como o Banco Safra S.A. e o J. Safra Sarasin, todos independentes entre si, com mais de 170 locais em todo o mundo. O grupo também é conhecido por suas participações em investimentos nos setores de negócios baseados em ativos, como imóveis, possuindo mais de 200 propriedades comerciais, varejistas e agrícolas em todo o mundo, como o complexo de escritórios da Avenida Madison 660, na cidade de Nova York, e o icônico prédio "Gherkin" em Londres, além de atuar no setor agropecuário, como no caso da marca de banana Chiquita. Em 2022, o banco adquiriu o banco Delta National Bank and Trust Company.

## Localizações
O Safra National Bank tem sede na cidade de Nova York, com agências em Aventura e Palm Beach, na Flórida, e possui escritórios de representação no Brasil, Chile, México e Panamá. Por meio de suas afiliadas, ele também atende clientes em vários mercados, incluindo Argentina e Uruguai.

## Produtos e serviços
O Safra National Bank of New York oferece um amplo portfólio de produtos e serviços bancários privados e financeiros para clientes sofisticados e instituições, tais como contas de depósito e corrente, cartões de crédito, uma ampla variedade de produtos de crédito e empréstimo, imóveis comerciais, transferências eletrônicas, contas e pagamentos em moeda estrangeira, além de custódia e guarda de investimentos.

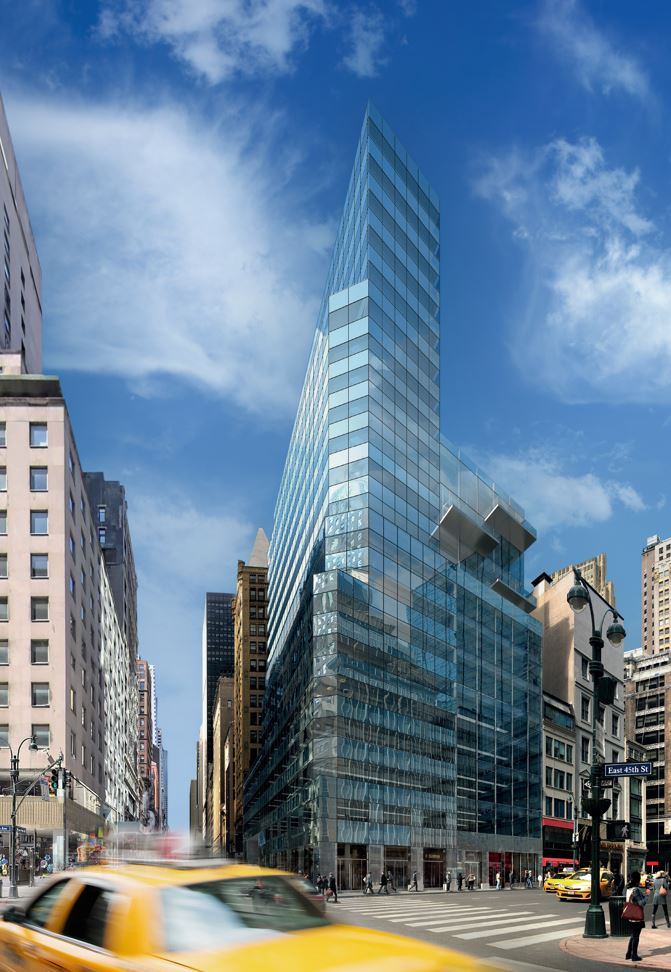
546 5th Avenue - Cidade de Nova York

## Slogan
O slogan da empresa é: "Se você escolher navegar nos mares da banca, construa seu banco como construiria seu barco, com a força para navegar com segurança por qualquer tempestade." (Jacob Safra)